# Grécia Ocidental
A Grécia Ocidental é a periferia da Grécia localizada na parte central da costa do Mar Jónico que banha aquele país. É constituída por duas seções, uma a norte, na parte continental do país e faz fronteira com as periferias do Epiro e da Tessália, a norte e da Grécia Central, a leste, e outra secção na península do Peloponeso, a sul. Está dividida nas prefeituras da Acaia, Etólia-Acarnânia e Ília. A capital é Patras.